# Jacek Suski
Jacek Antoni Suski (ur. 5 sierpnia 1948 w Opolu) – polski urzędnik, samorządowiec, były burmistrz Nysy i wicewojewoda opolski.

## Życiorys
Z wykształcenia inżynier, ukończył studia na Akademii Ekonomicznej we Wrocławiu. Pracował w przedsiębiorstwie wodociągów i kanalizacji. Zaangażował się w działalność Komitetu Obywatelskiego Ziemi Nyskiej. Po wyborach w 1990 rada miasta powołała go na urząd burmistrza Nysy. Stanowisko to zajmował do 1994. W latach 1994–1998 przewodniczył Radzie Miejskiej w Nysie. Kierował również Urzędem Rejonowym oraz Rejonowym Urzędem Pracy w Nysie.
W 1998 został radnym powiatu nyskiego. Był delegatem strony polskiej do Parlamentu Euroregionu Pradziad z siedzibą w Prudniku. W listopadzie 1998 powołany na wicestarostę powiatu. W 1999 z rekomendacji Unii Wolności mianowano go wicewojewodą opolskim, funkcję tę pełnił do 2001. W tym samym roku został dyrektorem Wojewódzkiego Urzędu Pracy w Opolu. Działacz Platformy Obywatelskiej, wszedł w skład regionalnej komisji rewizyjnej. W 2010 został radnym powiatu nyskiego.

## Odznaczenia
Odznaczony Srebrnym (1998) i Złotym (2009) Krzyżem Zasługi oraz Medalem za Ofiarność i Odwagę (1997).